# 阿卡傑米亞瑙克火山
阿卡傑米亞瑙克火山（俄语：Академия Наук），是俄羅斯的火山，位於堪察加半島南部，長5公里、寬3公里，海拔高度1,180米，山體在更新世晚期形成，最近一次火山噴發在1996年1月發生。